# بورن
بورن (به فرانسوی: Beaurains) یک کمون در فرانسه است که در پا-دو-کاله واقع شده‌است.

## خصوصیات
بورن ۵٫۹۹ کیلومترمربع مساحت و ۵٬۰۷۶ نفر جمعیت دارد و ۹۲ متر بالاتر از سطح دریا واقع شده‌است.